# Marcellus Bisdom van Vliet (1729-1806)
Marcellus Bisdom, heer van Vliet (Haastrecht, 26 december 1729 – Gouda, 29 september 1806) was burgemeester van de Nederlandse stad Gouda.

## Leven en werk
Bisdom van Vliet werd in 1729 te Haastrecht geboren als zoon van de Haastrechtse koopman en burgemeester Theodorus Bisdom en van Maria van Harthals. Zijn vader Theodorus had in 1755 de heerlijkheid Vliet, met de ruïne van kasteel Te Vliet, gekocht en mocht zich vanaf die tijd heer van Vliet noemen. Evenals zijn vader werd ook hij toegelaten tot het poorterschap van Gouda. Hij verkreeg het poorterschap in 1776. In de daarop volgende periode zou hij diverse regentenfuncties in Gouda vervullen. Voorafgaande aan zijn benoeming tot vroedschap was hij onder meer weeshuisregent en kerkmeester. Van 1782 tot 1795 was hij lid van de Goudse vroedschap. Hij was deze periode onder meer schepen en burgemeester van Gouda. Bisdom van Vliet behoorde tot de patriottisch gezinde regenten. Hij behoorde tot de rijkste inwoners van de stad. Het familiekapitaal was onder meer verkregen uit de opbrengsten van een koffie- en katoenplantage De Herstelling aan de Demerary. In een pamflet werd wat meesmuilend over zijn afkomst gedaan. Hoewel hij een van de rijkste inwoners van Gouda was beschouwde de pamfletschrijver hem als een Haastregtsche boerejongen wiens grootvader de kost had verdiend als hengstenlubber (=castreur van paarden). Bij de onlusten in 1787 werden ook bij hem de ramen ingegooid door de orangisten. Hoewel hij een van de zes Goudse ondertekenaars was van de acte van verbintenis tot handhaving van de republicainsche constitutie, leidde dit niet tot zij ontslag in 1788 als lid van de vroedschap. Zijn aanblijven werd niet door alle orangisten in dank aanvaard, te meer niet omdat ook twee van zijn schoonzoons, ondanks het feit dat zij wel lid waren geweest van de Patriottische Sociëteit, werden benoemd tot lid van de vroedschap. Zelf bekleedde Bisdom van Vliet in 1790 en 1791 nog het burgemeestersambt.
Bisdom van Vliet trouwde op 10 december 1766 te Goes met de in Middelburg geboren Maria Catharina Reinders (1737-1798), dochter van de vice-admiraal van Zeeland Salomon Reinders en van Maria Basting. Uit hun huwelijk werden zes kinderen geboren, vijf dochters en één zoon. Dochter Catharina Jacoba Bisdom (1778-1852) trouwde in 1798 met Cornelis Johannes (sinds 1826:) baron Vosch van Avesaet] (1775-1826). Zijn zoon Salomon Reijnders werd schout, maire en burgemeester van Haastrecht.
Bisdom van Vliet overleed in september 1806 op 76-jarige leeftijd in Gouda.